# Levitzow
Levitzow ist ein Ortsteil der Gemeinde Sukow-Levitzow im Landkreis Rostock in Mecklenburg-Vorpommern. Der Ort gehört seit dem 1. Juni 2004 dem Amt Mecklenburgische Schweiz und war bis zum 13. Juni 2004 eine eigenständige Gemeinde.

## Lage
Levitzow liegt in der Mecklenburgischen Schweiz, rund sieben Kilometer nördlich von Teterow. Umliegende Ortschaften sind Marienhof im Nordosten, Sukow im Osten, Alt Sührkow und Bukow am Teterower See im Südosten, Todendorf im Südwesten, Tellow im Westen sowie Schwetzin im Nordwesten.
Levitzow liegt an der Landesstraße 23 zwischen Thürkow und Jördenstorf, die Bundesstraße 108 ist etwa anderthalb Kilometer von Levitzow entfernt.

## Geschichte
Erstmals urkundlich erwähnt wurde Levitzow im Jahr 1304, das Dorf ist jedoch wesentlich älter, die Dorfkirche Levitzow entstand im späten 13. Jahrhundert und somit noch vor der Ersterwähnung des Ortes. Levitzow war der historische Stammsitz des Adelsgeschlechtes von Lowtzow. Der Ort war bis zum Ende des 18. Jahrhunderts im Besitz der Familie und wechselte danach mehrfach den Besitzer. 1837 war Levitzow im Besitz einer Familie Nahmacher, die 1894 eine Wassermühle und 1899 das Gutshaus errichten ließen.
Bis 1921 gehörte Levitzow zum ritterschaftlichen Amt Neukalen und danach zum Amt Dargun. Dieses wiederum wurde 1933 im Zuge der Fusion von Mecklenburg-Schwerin und Mecklenburg-Strelitz zum Land Mecklenburg aufgelöst und die Gemeinde Levitzow wurde in den Landkreis Malchin eingegliedert. 1945 wurden die Gutsbesitzer von Levitzow im Zuge der Bodenreform in der Sowjetischen Besatzungszone enteignet. Nach dem Ende des Zweiten Weltkrieges siedelten sich in Levitzow westdeutsche Bauernfamilien an.

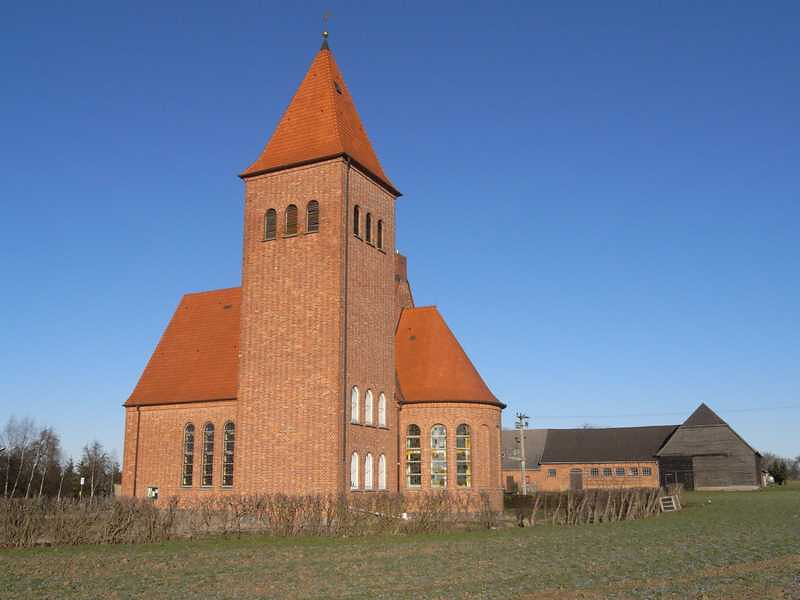
Katholische Kirche Levitzow

Ab dem 25. Juli 1952 lag die Gemeinde Levitzow im Kreis Teterow (DDR-Bezirk Neubrandenburg). Aufgrund der Ankunft der überwiegend katholischen Bauernfamilien wurde zwischen 1954 und 1957 eine katholische Kirche gebaut, wodurch Levitzow zwei Dorfkirchen hat. Nach der Wiedervereinigung gehörte Levitzow zum Landkreis Teterow, 1992 schloss sich die Gemeinde zur Erledigung ihrer Verwaltungsgeschäfte mit mehreren anderen Gemeinden zum Amt Jördenstorf zusammen. Nach einer Kreisreform vom 12. Juni 1994 gehörte die Gemeinde Levitzow zum Landkreis Güstrow.
Am 1. Juni 2004 fusionierte das Amt Jördenstorf mit dem Amt Teterow-Land zum neuen Amt Mecklenburgische Schweiz. Nur knapp zwei Wochen später, am 13. Juni 2004, schloss sich Levitzow mit der Nachbargemeinde Sukow-Marienhof zu der neuen Gemeinde Sukow-Levitzow zusammen. Seit einer weiteren Gebietsreform am 4. September 2011 liegt Levitzow im Landkreis Rostock.

## Sehenswürdigkeiten

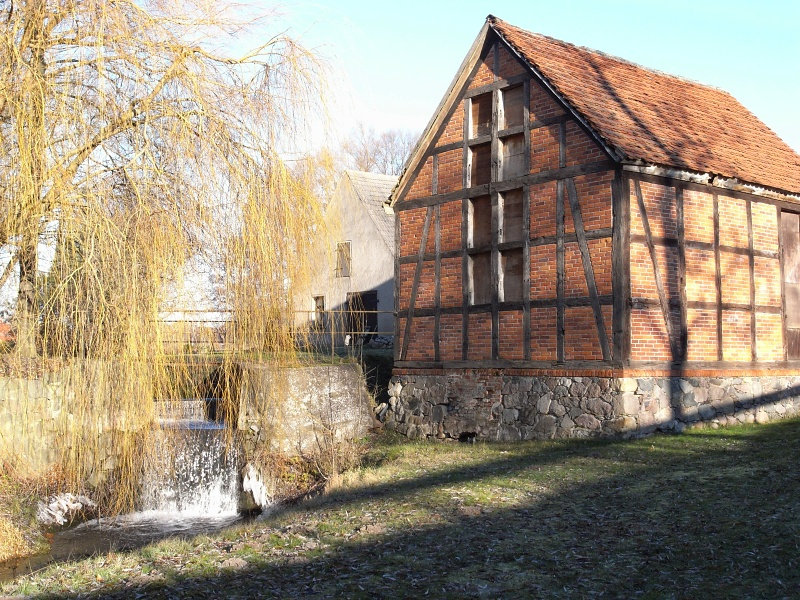
Wassermühle

In Levitzow gibt es sieben eingetragene Baudenkmale. Diese sind:
- ehemaliges Schulgebäude mit Schuppen
- Kriegerdenkmal für die gefallenen Soldaten des Ersten Weltkrieges
- Gutsanlage mit Herrenhaus, das Herrenhaus ist ein 9/11-achsiger Putzbau mit Mansarddach
- Landarbeiterhaus Hauptstraße 25/26
- evangelische Dorfkirche Levitzow aus dem 13. Jahrhundert, der verbretterte Fachwerkturm und zwei weitere Anbauten wurden 1619 ergänzt
- katholische Kirche Levitzow, zwischen 1954 und 1957 nach Plänen von Adolf Kegebein erbaute Ziegelkirche
- Wassermühle mit Wehr im Gutspark